# Lepidophora lutea
Lepidophora lutea är en tvåvingeart som beskrevs av Joseph Hannum Painter 1962. Lepidophora lutea ingår i släktet Lepidophora och familjen svävflugor. Inga underarter finns listade i Catalogue of Life.

## Bildgalleri

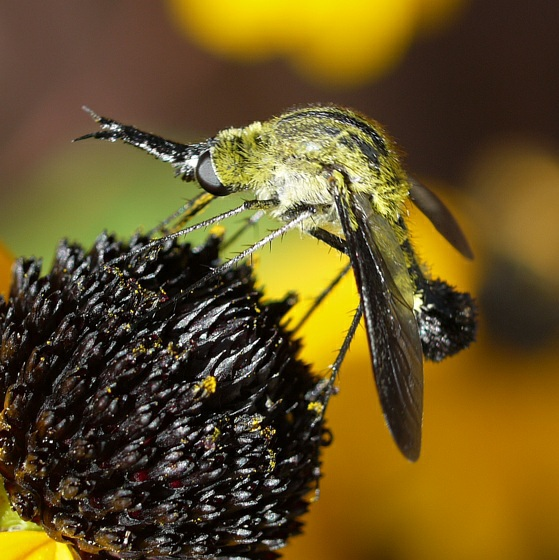